# Lulinha
Luiz Marcelo Morais dos Reis (Mauá, São Paulo, 10 de abril de 1990), conocido como Lulinha, es un jugador de fútbol brasileño que juega como centrocampista en el Madura United FC de la Liga 1 de Indonesia.

## Trayectoria
Ha jugado en el Campeonato Sudamericano Sub-17 donde ganó con Brasil y participó en la Copa Mundial de Fútbol Sub-17 de 2007.
Se le ha relacionado con los equipos del Deportivo de la Coruña y Celta de Vigo, por medio del representante de futbolistas brasileño Wagner Ribeiro.

## Clubes
| Club              | País                   | Año         |
| ----------------- | ---------------------- | ----------- |
| Corinthians       | Brasil                 | 2005 - 2009 |
| Estoril           | Portugal               | 2009 - 2010 |
| SC Olhanense      | Portugal               | 2010 - 2011 |
| Bahia             | Brasil                 | 2011 - 2012 |
| Ceará             | Brasil                 | 2013 - 2014 |
| Criciúma          | Brasil                 | 2014        |
| Ceará             | Brasil                 | 2014 - 2015 |
| Red Bull Brasil   | Brasil                 | 2015        |
| Botafogo          | Brasil                 | 2015        |
| Mogi Mirim        | Brasil                 | 2016        |
| Pohang Steelers   | Corea del Sur          | 2016 - 2017 |
| Sharjah FC        | Emiratos Árabes Unidos | 2017 - 2018 |
| Pafos FC          | Chipre                 | 2018 - 2020 |
| Júbilo Iwata      | Japón                  | 2020 - 2021 |
| Montedio Yamagata | Japón                  | 2021        |
| Madura United FC  | Indonesia              | 2024 - Act. |

## Copas internacionales
Selección nacional Sub-17 de Brasil
- 'Campeonato Sudamericano Sub-17 - 2007

## Club de Honor
Corinthians
- Copa São Paulo de Juniores - 2005